# Sughereta di Tuscania
Sughereta di Tuscania este o arie protejată (arie specială de conservare — SAC, sit de importanță comunitară — SCI) din Italia întinsă pe o suprafață de 40 ha, integral pe uscat.

## Localizare
Centrul sitului Sughereta di Tuscania este situat la coordonatele 42°25′27″N 11°54′21″E / 42.424167°N 11.905833°E.

## Înființare
Situl Sughereta di Tuscania a fost declarat sit de importanță comunitară în iunie 1995 pentru a proteja un număr necunoscut de specii din flora spontană și fauna sălbatică aflate în arealul zonei. Situl a fost protejat și ca arie specială de conservare în decembrie 2016.

## Biodiversitate
Situată în ecoregiunea mediteraneană, aria protejată conține 1 habitat natural: Păduri de Quercus suber.
La baza desemnării sitului se află un număr nedeclarat de specii protejate.
Pe lângă speciile protejate, pe teritoriul sitului au mai fost identificate 1 specie de mamifere.